# Miracolo eucaristico di Patierno
Il miracolo eucaristico di Patierno sarebbe avvenuto nel 1772 nel quartiere di Napoli di San Pietro a Patierno: le ostie consacrate furono rubate dall'altare maggiore della chiesa di San Pietro apostolo, e sarebbero state ritrovate successivamente in modo miracoloso.

## La storia
Nel quartiere di Napoli di San Pietro a Patierno, nella chiesa di San pietro apostolo, durante la notte del 27 gennaio 1772 furono rubate dall'altare maggiore le ostie consacrate, insieme ad alcuni arredi sacri. Secondo quanto tramandato dalla tradizione, il 19 febbraio Giuseppe Orefice vide delle luci "simili a stelle splendenti" in un terreno del duca di Grottolelle, fra Capodichino e Casoria. Il fenomeno si ripeté in presenza di familiari e di alcuni amici portando al ritrovamento, a più riprese, delle ostie trafugate, rinvenute scavando nel terreno. Le particole, intatte, furono portate in chiesa da don Girolamo Guarino, confessore della famiglia Orefice.
Dell'episodio esiste un resoconto particolareggiato di sant'Alfonso Maria de' Liguori, nel suo "Ragguaglio di un portentoso miracolo appartenente al Santissimo Sacramento dell'altare", appendice del libro "Riflessioni sulla verità della divina rivelazione". Dopo scrupolose ricerche, avendo esaminato testimonianze giurate raccolte dal tribunale ecclesiastico, il santo concluse: "...lo ritengo più che sicuro ed è per questo che ho voluto renderlo pubblico attraverso la stampa...per far conoscere questi fatti a gloria del Santissimo Sacramento dell'altare".
Il Vicario Generale, monsignor Onorati, redasse i verbali del processo diocesano, durato dal 1772 al 1774, affermando: «Diciamo, decretiamo e dichiariamo che la menzionata apparizione dei lumi e la intatta conservazione delle sacre Particole per tanti giorni sotto il terreno, è stato ed è un autentico e spettabilissimo Miracolo operato da Dio». 
Alcuni scienziati dell'epoca, fra i quali Domenico Cotugno, dell'Università degli Studi di Napoli Federico II, dichiararono: "Segnatamente la straordinaria apparizione dei lumi, variata in tante maniere, e l'intatta conservazione delle dissepolte Particole non possono
spiegarsi co' principi fisici, e superano le forze degli agenti naturali: quindi è che debbono
essere considerate come miracolose".
Nel 1967 il cardinale Corrado Ursi, nella Bolla indetta in occasione dell'elevazione della chiesa di San Pietro a santuario diocesano eucaristico, scrisse: "II Prodigio di San Pietro a Patierno è un dono e un monito divino per tutta la nostra arcidiocesi". Nel 1972 il prof. Pietro De Franciscis, docente di fisiologia umana presso l'università sopra citata, si espresse a favore dell'autenticità dei fatti nella sua "Relazione sul ritrovamento delle sacre Ostie, avvenuto il 24 febbraio del 1772, in San Pietro a Patierno".
Nel luogo del ritrovamento il prof. Sac. Alfonso Jodice fece costruire un immobile, con annessa cappella e obelisco in giardino. Nel predetto immobile furono ospitate delle religiose che presero il nome di suore adoratrici del SS.Sacramento; la via prese il nome di via Nuovo Tempio. Le particole furono però nuovamente rubate nella notte tra il 23 e il 24 ottobre 1978, senza essere più ritrovate.